# 종로구립한강다목적운동장
종로구립한강다목적운동장(鐘路區立漢江多目的運動場, Jongno Public Hangang Satadium)은 대한민국 경기도 고양시에 있는 스포츠 시설이다. 천연잔디 필드가 갖춰진 경기장이며, 2013년 11월에 준공되었다.

## 참고 문헌
- “종로구립한강다목적운동장”. 종로구시설관리공단.
- 《2023 전국 공공체육시설 현황 (2022년 12월말 기준)》. 대한민국 문화체육관광부. 2024.